# Meret Oppenheim
Pour les articles homonymes, voir Oppenheim (homonymie).
 (octobre 2024).
Si vous disposez d'ouvrages ou d'articles de référence ou si vous connaissez des sites web de qualité traitant du thème abordé ici, merci de compléter l'article en donnant les références utiles à sa vérifiabilité et en les liant à la section « Notes et références ».
Meret Elisabeth Oppenheim, née le 6 octobre 1913 à Berlin-Charlottenburg et morte le 15 novembre 1985 à Bâle, est une écrivaine, artiste peintre, photographe et plasticienne suisse.
Elle est membre du mouvement surréaliste à partir des années 1920 aux côtés d'André Breton, Luis Buñuel ou encore Max Ernst.

## Biographie

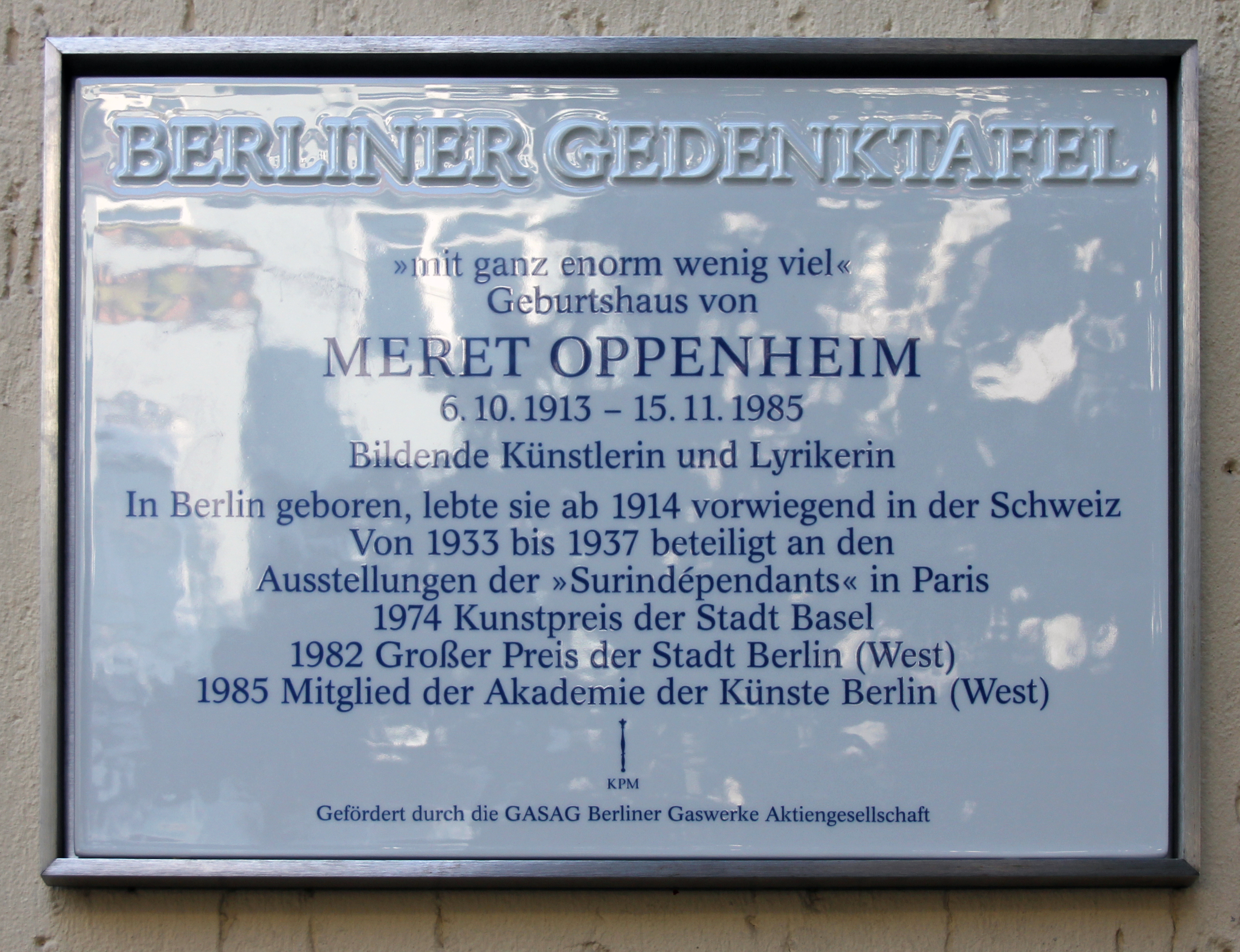
Mémorial à Berlin Joachim-Friedrich-Str 48 (Halsee) Meret Oppenheim.

Meret Oppenheim naît à Berlin d’un père allemand et d’une mère suisse, Eva Wenger, sœur de la peintre et cantatrice Ruth Wenger une des épouses de Hermann Hesse. Meret Oppenheim a une sœur, Kristin, née en 1915, ainsi qu'un frère, Burkhard, né en 1919. Elle quitte l'école à 17 ans pour apprendre la peinture. Elle fait des détournements d'objets.
En 1932, elle se rend à Paris et fréquente irrégulièrement l'Académie de la Grande Chaumière. Alberto Giacometti et Jean Arp l'invitent à exposer ses objets détournés au Salon des surindépendants avec les surréalistes. Elle fait la connaissance d'André Breton et de Max Ernst avec qui elle entretiendra une romance pendant une année. En 1933, elle pose pour Man Ray pour une série de photographies intitulée Erotique voilée. Man Ray : « J'ai rarement rencontré une femme aussi peu inhibée. Elle posa nue pour moi, les mains et les bras tachés d'encre noire provenant d'une presse à eau-forte, dans l'atelier de Marcoussis [...] ».
En 1936, elle réalise, pour l'exposition surréaliste, l'objet Déjeuner en fourrure : une tasse, sa soucoupe et une petite cuillère recouvertes de fourrure. Alfred Barr, directeur du Museum of Modern Art (MOMA) de New York achète l'objet qui devient un des emblèmes du surréalisme. Cette même année, sa première exposition individuelle est organisée à Bâle. À cette occasion, Max Ernst lui écrit un texte pour les cartons d'invitation. En 1937, Meret Oppenheim retourne à Bâle.
En 1938, elle voyage en Italie avec la peintre Leonor Fini et l'écrivain André Pieyre de Mandiargues. De retour à Paris en 1939, elle participe à une exposition de meubles fantastiques.
En 1945, elle rencontre Wolfgang La Roche. Ils se marient quatre ans plus tard à Berne où ils s'installent. En 1950 Meret Oppenheim revient à Paris, seule.
En 1954, elle se remet à travailler après 18 ans d’inactivité artistique. Deux ans plus tard, elle dessine les costumes et les masques pour la pièce de Pablo Picasso Le Désir attrapé par la queue mise en scène par Daniel Spoerri et représentée à Berne.
En 1959, à l'occasion de la Fête de printemps à Berne, Meret Oppenheim présente Le Festin : un buffet dressé sur le corps d'une femme nue au visage doré. André Breton lui demande de refaire cette installation pour l'Exposition internationale du surréalisme à la galerie Cordier au mois de décembre.
En 1967, une première rétrospective est organisée à Stockholm. Au cours des années 1974 et 1975, une rétrospective itinérante parcourt la Suisse.
En 1981, elle publie Sansibar, un recueil de poèmes, aux Éditions Fanal à Bâle.
En 1984, Meret Oppenheim collabore au quatrième numéro de la revue d'art Trou avec son travail d'étude sur la fontaine de la Waisenhausplatz (de) à Berne. Pour le tirage des cent premiers exemplaires de ce numéro, elle crée la fameuse estampe représentant sa propre main. Dans le même volume de Trou, on trouve des créations de Rolf Iseli, Max Kohler (de), Beat Brechbühl (de) et Daniel Schmid. Cette même année, des rétrospectives sont organisées à Berne, Paris et Francfort. Elle publie également le recueil de poèmes Husch, husch, der schönste Vokal entleert sich.
En 1985, elle commence une sculpture commandée par l'École polytechnique de Paris, sculpture que rien ne signale dans la cour, rue de la Montagne-Sainte-Geneviève. Elle meurt d'une crise cardiaque à Bâle, alors qu’une controverse est suscitée par la fontaine que la ville de Berne lui a commandée et qui ne plaît pas à tous ses habitants. Son fonds d'archives se trouve aux Archives littéraires suisses à Berne.

## Analyse de son œuvre
Meret Oppenheim travaille avec divers matériaux dans le cadre du surréalisme. Elle s'empare de situations du quotidien, comme par exemple dans son œuvre Le déjeuner en fourrure, où le café devenu froid devient le sujet. Cette œuvre devient rapidement un modèle pour le mouvement du surréalisme. En 1997 est fondée la fondation Meret Oppenheim pour la promotion de son œuvre artistique.

## Œuvres

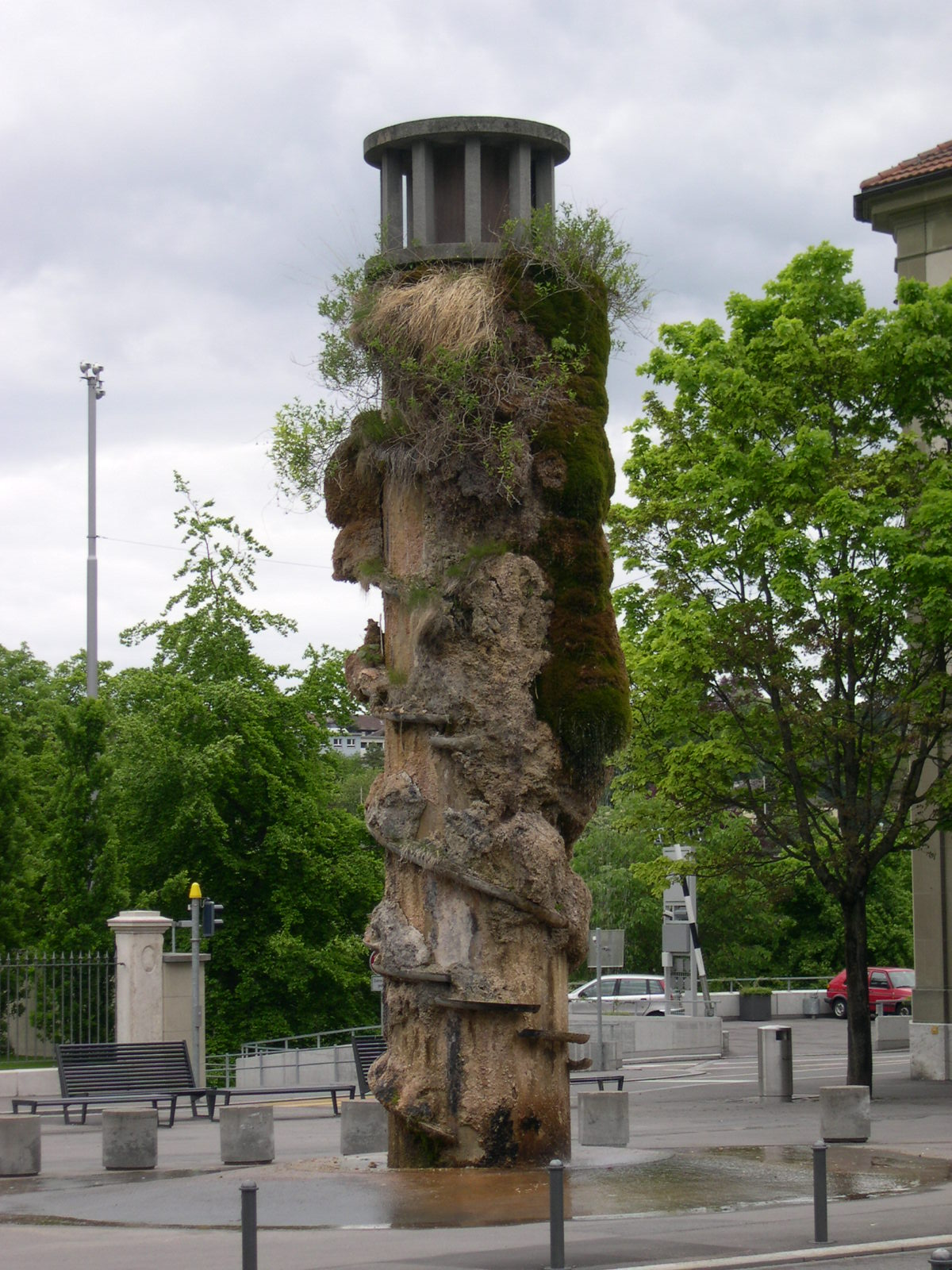
Der Oppenheimbrunnen, Waisenhausplatz, Berne.

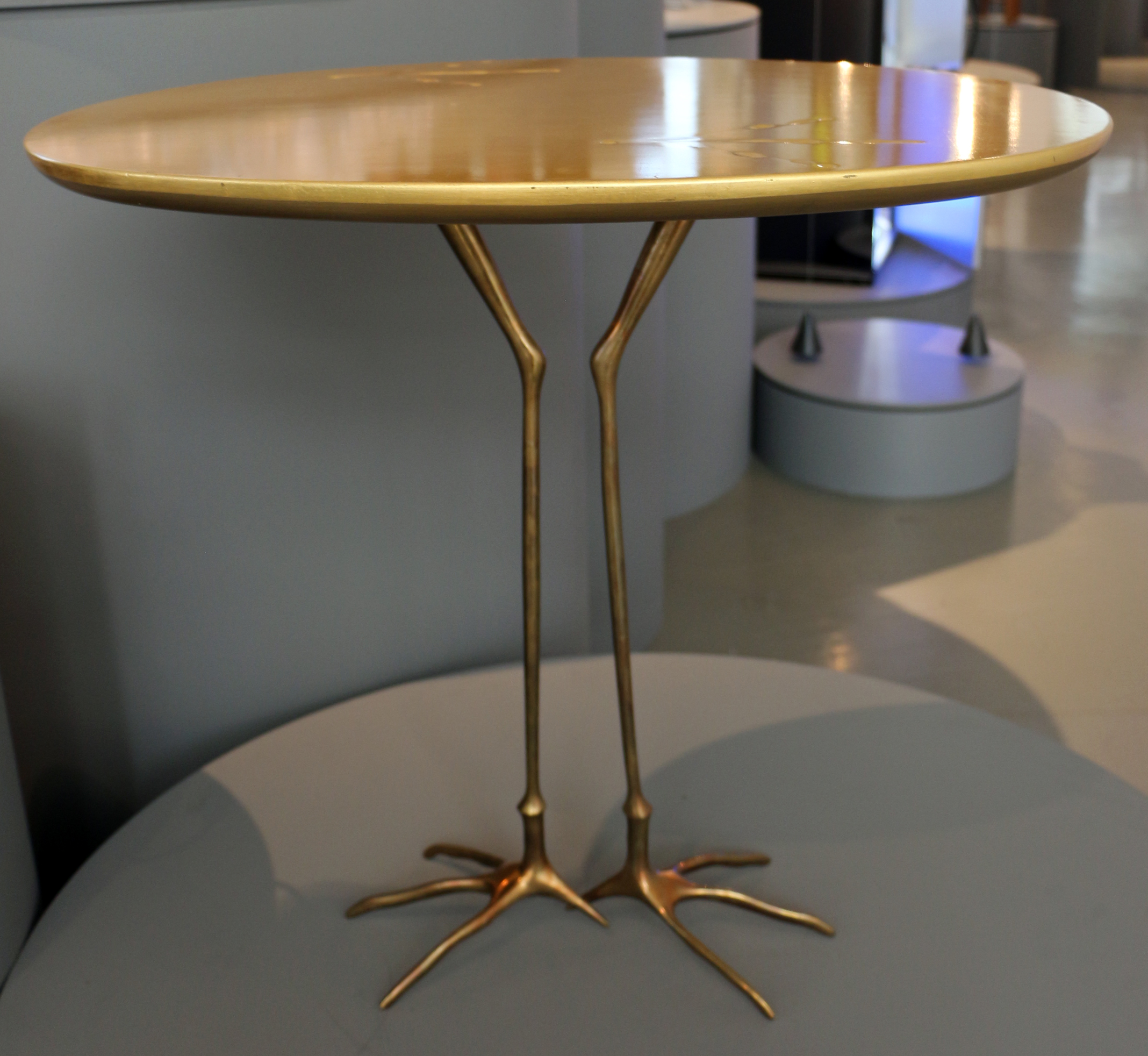
Table aux pieds d'oiseaux (1972).

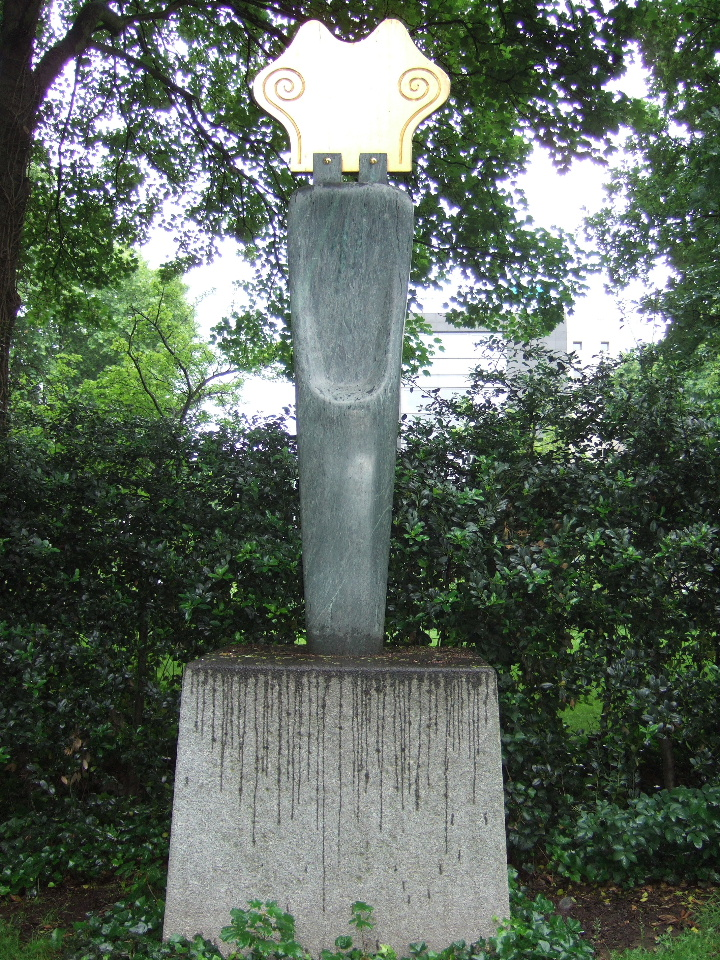
Der grüne Zuschauer (Einer der zusieht, wie ein anderer stirbt (1933-1977), Duisburg, Kant-Park.

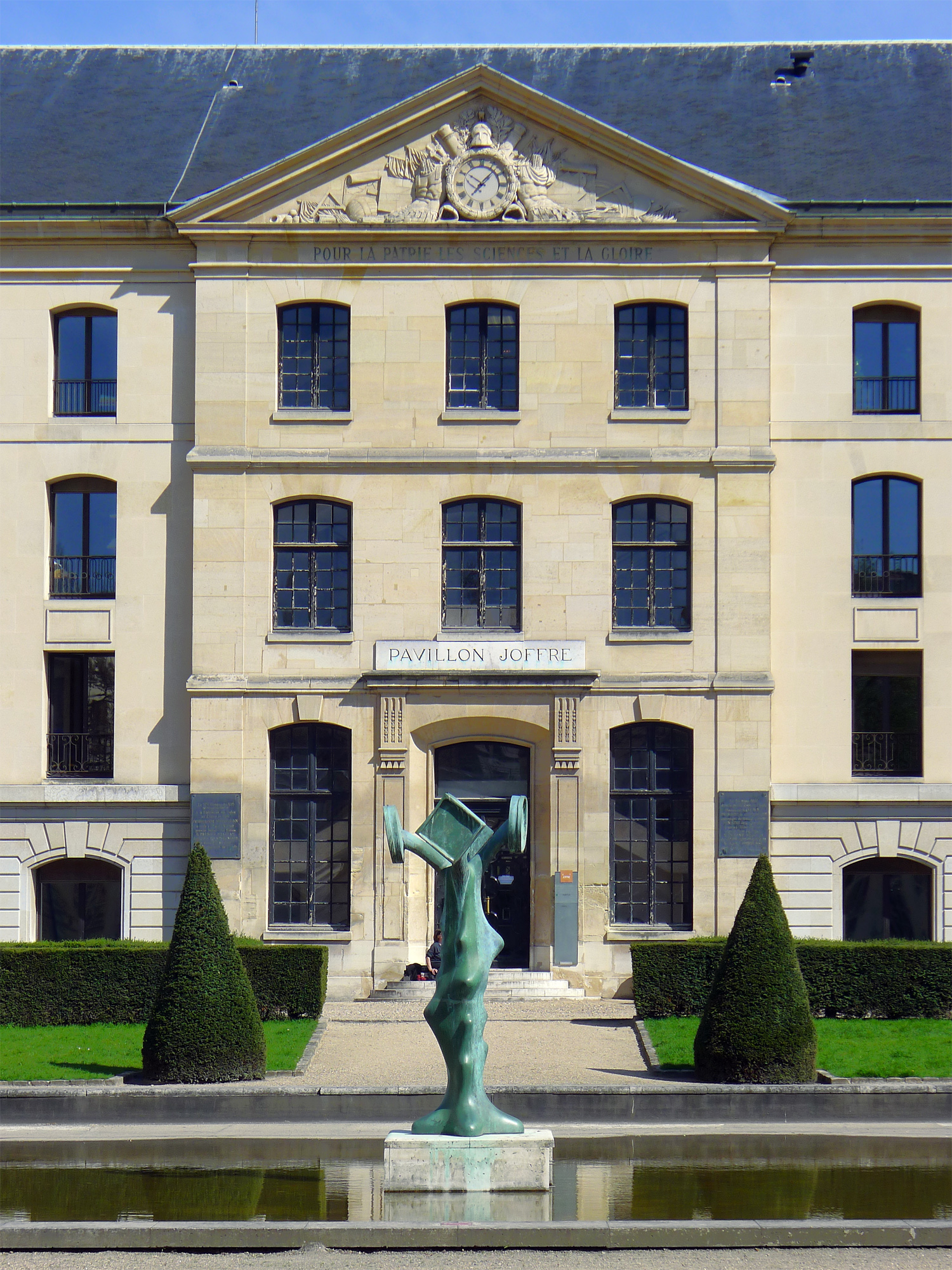
Fontaine (Jardin carré de l'ancienne Ecole polytechnique, Paris (1985-1986)

- Husch, husch, der schönste Vokal entleert sich, ou Husch, husch, la plus belle voyelle se vide, M.E par M.O, sur sa décision de rompre avec Max Ernst[7], 1934
- Le Déjeuner en fourrure, 1936, objet, Museum of Modern Art, New York[8] ( M.O.M.A )
- Ma Gouvernante, 1936, objet : une paire de souliers féminins ficelés comme un rôti et posés renversés sur un plat en argent, Moderna Museet Stockholm[8] évoquant la fétichisation du corps féminin[9]
- Red head, blue body, 1936[10]
- Il berce sa femme, 1938, huile sur toile, 7 × 14,5 cm, collection particulière, Paris[11]
- Femme de pierre, 1938, huile sur carton, 59 × 49 cm, collection particulière, Turquie[12]
- Besonnte Felder, 1945, Museo d'arte della Svizzera italiana, MASI Lugano[13]
- Tous toujours, 1950
- Le Festin, 1959, installation
- Promenade nocturne, 1959
- Le Spectateur vert ou quelqu'un qui regarde quelqu'un mourir, sculpture, huile et cuivre sur bois[14]
- L'enchantement, 1962, Musée des Beaux-Arts de Berne[15]
- Octavia, 1969, objet, huile sur bois, substance moulée et scie, 187 × 47 cm, Eugenia Cucalon Gallery, New York[16]
- Bon appétit, Marcel ! (La Reine blanche), 1966-1978, « ready-made arrangé » à l'attention de Marcel Duchamp, technique mixte : reine de jeu d'échecs en pâte à pain allongée sur une assiette blanche encadrée d'une fourchette et d'un couteau, le tout posé sur un échiquier, avec un verre dans le coin supérieur gauche[17]
- Squirrel , une sculpture de 1969 créée par l'artiste Meret Oppenheim
- Jardin japonais,1976 [18]
- Sansibar, 1981, poèmes, éd. Fanal, Bâle[19]
- Poèmes et carnets, 1928-1985, Christian Bourgois, 1993, sélection de textes traduits de l'allemand par Henri-Alexis Baatsch

## Récompenses
- Prix de l’art de la Ville de Bâle, 1975.
- Grand prix de l’art de Ville de Berne, 1982.

## Prix Meret-Oppenheim
Le « prix Meret-Oppenheim » est décerné chaque année par l’Office fédéral suisse de la culture depuis 2001. Il s’agit de l’une des rares distinctions expressément destinées à des artistes moins jeunes. L'âge minimal des lauréats est 40 ans. Les donateurs veulent contrer la tendance selon laquelle les artistes plus âgés trouvent difficilement un soutien financier.
Plusieurs récipiendaires peuvent se partager le prix. Par exemple, Catherine Queloz et Liliane Schneiter en 2014 se sont partagé le trophée,.